# Tefreg
Tefreg est une commune de la wilaya de Bordj Bou Arreridj dans la région de Petite Kabylie en Algérie.

## Géographie
Elle est située au nord de la wilaya de Bordj Bou Arreridj dans la chaîne des Bibans et est entourée des communes d'El Main, de Djaafra et de Guenzet (wilaya de Sétif).

### Situation
La commune de Tefreg est située à 42 km au Nord de la ville de Bordj Bou Arreridj
| Aït R'zine (Wilaya de Béjaïa) | El Main | Guenzet (Wilaya de Sétif) |
| Djaafra                       | Tefreg  | Guenzet (Wilaya de Sétif) |
| Colla                         | Djaafra | Tassameurt                |

### Localités de la commune
La commune de Tefreg est composée de vingt-trois localités :
- Achabou
- Aourir
- Attout
- Boumerzoug
- Ighil
- Ighil Ouchène
- Lazib
- Ouled Abdellah
- Aït Amar
- Aït Hamma
- Ouled Kacem Chouf
- Ouled Rached
- Ouled Sidi Salah
- Ouled Zaïd
- Ourdjouh
- Ranib
- Sidi Abdellah
- Sidi Malek
- Tadchirt
- Teffreg
- Tera
- Tiaroussine
- Zekhnine

## Histoire
Durant l'Algérie française, Tefreg était un douar (fraction de la tribu des Beni-Yadel) de la commune mixte des Bibans dans l'arrondissement de Sétif (Département de Constantine).
Lors de la guerre de libération nationale le village de Teffreg a été le plus éprouvé par les bombardements de l'opération Espérance (ou opération Dufour de son nom officiel) de juin 1956 : 170 bombes de gros calibres ont été lâchées faisant 52 victimes dont 20 hommes, 32 femmes et enfants ainsi que 14 blessés, 220 maisons y ont été détruites sans compter celles qui, sérieusement éprouvées, sont redevenues inhabitables. Ajoutez à cela 18 bêtes de somme et 37 animaux domestiques abattus